# باتوس الأول ملك قورينائية
باتوس الأول ملك مملكة قورينائية (اليونانية القديمة: Βάττος) ، والمعروف أيضًا انه أول ملك لمملكة قورينائية ومؤسس سلالة باتياد. 

## نسبه
ولد باتوس في قرية غير معروفة في جزيرة ثيرا أو جزيرة سانتوريني اليونانية. ماوصل إلينا عنة من المؤرخ اليوناني هيرودوت. كان والده يدعى بوليمنيستوس من نبلًاء ثيريًا وكانت والدته تُدعى بورونيما كانت أميرة أواكسوس (مدينة في جزيرة كريت اليونانية). كان والدها ملك مدينة داخل كريت. لكن يقول أرسطو ان الاسم الحقيقي هو أريستايوس ويذكر أنه بعد وفاته في قورينا تم تعبده باسم أريستايوس على أي حال، باتوس في اليونانية القديمة تعني التلعثم (لأنه كان لديه عائق في الكلام عندما كان طفلاً) ، بينما في اللغة الليبية الباتوس يعني الملك يرى هيرودوت أنه لم يكن يُعرف باسم باتوس حتى مغادرته إلى ليبيا.

## الجفاف والهجرة

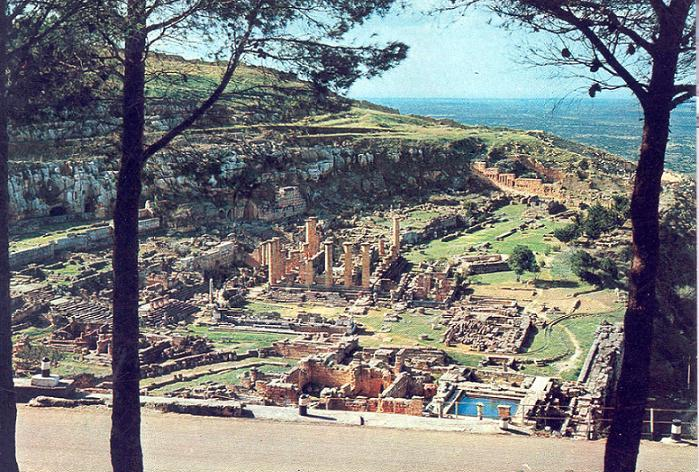
أطلال قورينا.

في النصف الثاني من القرن السابع قبل الميلاد واجهت جزيرة ثيرا (سانتورين حالياً) الإغريقية في بحر إيجة أزمة سكانية نتيجة لزيادة عدد سكانها وأصابتها بالقحط والجفاف. ولذلك اتفق أهلها على أن يهاجر قسم منهم للاستيطان في موطن آخر. وقد رأى أهل الجزيرة أن يستعينو بالكهنة والعرافين بدلفي قبل الإقدام على هذه الخطوة. وقد أشارت عليهم كاهنة المعبد بالذهاب والاستيطان في ليبيا. وبناء على ذلك قام الثيرانيون باختيار فرد من كل أسرة بقرى الجزيرة السبع وفق شروط تضمن حقوقهم في حال فشلهم ورغبتهم في الرجوع، وقد وردت تفاصيل هذه الشروط في نقوش لوح المؤسسين (موجود حالياً في متحف آثار شحات). وقد عهد بهذه الحملة إلى أريستايوس وقد لقب لاحقاً بباتوس، وقد أبحرت الحملة في مركبين من ذوات الخمسين مجذافاً، وقد كان عدد أفرادها في حدود المائتي رجل (دون نساء). ونظراً لان الثرانيين كانوا يجهلون موقع ليبيا فقد استعانوا ببحار من جزيرة كريت قادهم إلى شواطئ ليبيا.

## تأسيس قورينا
ونزل الثيرانيون عند وصولهم ليبيا عام 639 ق.م بجزيرة بلاتيا (جزيرة بمبا الحالية) بخليج بمبا وأقاموا بها لمدة سنتين عانوا فيهما من شطف العيش. فعادوا مرة ثانية لاستشارة وحي دلفي، الذي سخر منهم هذه المرة حيث أنهم حسب رأيه لم يقيموا بليبيا الفعلية التي يعرفها ويعرف غناءها. عندها رجعوا وقام الثيرانيون بالنزول والإقامة على الشاطئ الليبي في موقع يسمى أزيريس (يعتقد البعض أنه مصب وادي التميمي أو أم الرزم، والبعض الآخر أنه وادي الخليج). وقد رحب بهم السكان الأصليون من قبيلة الجيلجيماي وسمحوا لهم بالزواج منهم ثم اقترحوا عليهم بعد أقامتهم بالموقع ست سنوات أن يدلوهم على مكان أفضل لإقامتهم حيث يوجد ثقب بالسماء، دلالة على غزارة الأمطار. فقادوهم ليلاً حتى لا يروا أقلبم إيراسا أخصب أراضي القبيلة (يعتقد أنه درنة الحالية أو عين مارة) إلى موقع فوق هضبة يوجد به نبع (سمى فيما بعد بنبع أبولون)، وقد كان هذه الموقع يقع في أراضي قبيلة الأسبوستاي خارج أراضي قبيلة الجيلجيماي. وقد أعجب الإغريق بهذا الموقع حيث المراعي والأراضي الزراعية كثيرة وأقاموا به مدينة قوريني أو قورينا(شحات الحالية) عام 630 ق.م. ويعتقد أن اسم قوريني (أو قورانا حسب لهجة الإغريق في ذلك الوقت) قد اشتق من اسم نبات الزنبق البري والذي يسمى عند السكان الأصليين نبات "القورا"، والذي كان ينبت بكميات كبيرة في موقع المدينة. وقام الإغريق كذلك ببناء ميناء للمدينة على بعد حوالي 20 كيلومتر شمال المدينة، تطور لاحقاً ليصبح مدينة مستقلة سميت أبولونيا (سوسة الحالية)

## عهد باتوس
أصبح باتوس قائد الحملة أول ملك على المدينة وعرف بباتوس الأول أو المؤسس (639 ق.م – 600 ق.م)، وقد استمر حكمه لمدة أربعين سنة، واتصف حكمه بالعدل والاتزان. وخلفه في الحكم أبنه أركسيلاوس الأول (600 ق.م – 583 ق.م)، والذي حكم لمدة ستة عشرة عاماً، كانت امتداداً لحكم والده. وبعد ان استقرو في شرق ليبيا سمى باتوس هذه المستوطنة الجديدة (سيرين أو قورينا ). بالإضافة إلى تسمية المستوطنة جعل باتوس جميع المستعمرين يقسمون اليمين. هناك نقش مؤرخ من القرن الرابع قبل الميلاد، والذي يحتوي على اليمين الأصلية. على الرغم من أنه لا يُعرف إلا القليل عن عهد باتوس، إلا أنه بدا أنه يحكم باعتدال . كما يبدو أنه حاكم قوي ونجح في ترسيخ مستعمرة والاستفادة من البيئة المحيطة الطبيعية وكسب ود السكان الاصليين 

## الوفاة
توفي باتوس عام 600 قبل الميلاد وكان يعبد كشخصية بطولية من قبل رعاياه. قبره بالقرب من السوق الذي يصل إلى الطريق الذي أمر ببنائه، مما أدى إلى بناء معبد أبولو. تم تخصيص تمثال لباتوس في دلفي يتم تمثيله وهو يركب في عربة مدفوعة بحورية من قورينا، مع شخصية ترمز إلى ليبيا في تتويجه الملك. عرفت سلالته باسم سلالة باتوس أو اسرة باتوس من بعده. وقد خلفه ابنه أركسيلاوس الأول. 
| باتوس الأول ملك قورينائية سلالة بيتياد توفي: 600 BC |                                      |                      |
| منصب                                                |                                      |                      |
| لقب جديد                                            | قائمة ملوك قورينائية 630 ق.م–600 ق.م | تبعه أركسيلاوس الأول |